# Hygrophila radicans
Hygrophila radicans là một loài thực vật có hoa trong họ Ô rô. Loài này được (Nees) Benoist mô tả khoa học đầu tiên năm 1967.